# Mercier (equip ciclista)
L'equip Mercier va ser un equip ciclista professional francès que es va mantenir en actiu entre 1935 i 1984. Juntament amb Peugeot, va ser un dels equips amb més llarga presència al món del ciclisme, especialment al Tour de França.

## Història
Va estar patrocinat per la casa de bicicletes francesa Cycles Mercier del 1935 fins al 1969. A partir de 1946, l'equip va vestir una samarreta de color porpra que el 1950 es va convertir en el característic mallot morat amb coll groc. Va ser característic de l'equip fins i tot quan Mercier ja no era el principal patrocinador de l'equip a partir de 1969.
El 1936 va fitxar el Campió del Món Antonin Magne on va acabar la seva carrera esportiva. De 1953 fins al 1970, Magne, va ser el principal director esportiu de l'equip. El 1955, el francès Louison Bobet, el Tour de França però, durant aquests anys, la cursa es disputava amb equips nacionals, de manera Mercier no va tenir l'oportunitat de córrer el Tour com un equip. No obstant això, corredors de Mercier van guanyar el Tour de França de 1937 i el del 1955.
Tot i estar en l'equip, Louison Bobet no portava el mallot Mercier-BP-Hutchinson, sinó una samarreta de Bobet-BP-Hutchinson, una espècie d'equip filial. Això va succeir durant diverses carreres i era una pràctica comuna a l'època, com es pot veure amb altres ciclistes que ho van fer com André Leducq, Antonin Magne, René Le Grevès o Maurice Archambaud.
Quan Bobet va deixar l'equip, va arribar Raymond Poulidor. Després de la seva victòria a la Volta a Espanya de 1964, Poulidor es va fer famós al competir amb Jacques Anquetil durant el Tour de França de 1964. Va ser amb el mallot Mercier porpra amb les mànigues grogues amb què Poulidor va lluitar amb Anquetil, braç a braç, al cim del Puy-de-Dôme. Encara que Poulidor no va guanyar el Tour, es va fer més popular que Anquetil. Raymond Poulidor es va mantenir fidel a l'equip Mercier durant tota la seva carrera.
A partir de 1970, Mercier es va convertir en el segon patrocinador després a la fusió amb l'equip espanyol Fagor. Durant dos anys l'equip es va anomenar Fagor-Mercier-Hutchinson. De 1973 a 1976, Gan es va convertir en el patrocinador principal i l'equip es va conèixer com a Gan-Mercier-Hutchinson. Durant aquest temps, Cyrille Guimard va sorgir com un bon competidor per les curses per etapes, guanyant la classificació per punts en la Volta a Espanya. Joop Zoetemelk es va unir a l'equip el 1974 i s'hi va quedar fins al 1980, guanyant la París-Niça de 1974, 1975 i 1979, així com la Volta a Espanya de 1979.
Des de 1977 fins a 1982, Miko va ser el principal patrocinador amb el nom de Miko-Mercier. Els últims anys de l'equip es va anomenar COOP-Mercier i finalment Coop-Hoonved.

## Principals victòries
Clàssiques
- Tour de Flandes. Albéric Schotte (1942), Rik Van Steenbergen (1944, 1946), Raymond Impanis (1954), Louison Bobet (1955), Cees Bal (1974)
- París-Roubaix. Marcel Kint (1943), Rik Van Steenbergen (1948, 1952), Raymond Impanis (1954), Louison Bobet (1956)
- Milà-Sanremo. Rik Van Steenbergen (1954), Alfred De Bruyne (1956), René Privat (1960), Raymond Poulidor (1961)
- Lieja-Bastogne-Lieja. Maurice Mollin (1948), Frans Melckenbeeck (1963)
- París-Tours. Gilbert Scodeller (1954), Albert Bouvet (1956), Joop Zoetemelk (1977, 1979)
- Amstel Gold Race. Gerrie Knetemann (1974)

Curses per etapes
- Tour de França. Roger Lapébie (1937), Louison Bobet (1955)
- Volta a Espanya. Raymond Poulidor (1964), Rolf Wolfshohl (1965), Joop Zoetemelk (1979)

Campionats nacionals
- Campionat de Bèlgica en ruta. 1939, 1943, 1945, 1953, 1954
- Campionat de França en ruta. 1939, 1949, 1956, 1957, 1958, 1961, 1974
- Campionat d'Alemanya en ruta. 1965, 1966, 1970

Campionats del món
- Campionats del món en ruta. Marcel Kint (1938), Rik Van Steenbergen (1949)